# Campionati tedeschi di sci alpino 1984
Ai Campionati tedeschi di sci alpino 1984 furono assegnati i titoli di discesa libera, slalom gigante e slalom speciale, sia maschili sia femminili.

## Risultati
| Specialità      | Uomini           | Donne               |
| --------------- | ---------------- | ------------------- |
| Discesa libera  | Klaus Gattermann | Regine Mösenlechner |
| Slalom gigante  | Egon Hirt        | Marina Kiehl        |
| Slalom speciale | Florian Beck     | Michaela Gerg       |